# Fatma Aliye Topuz
Fatma Aliye Topuz (Istanbul, 9. listopada 1863. − Istanbul, 13. srpnja 1937.), turska je književnica. 
U posttanzimatskoj turskoj književnosti prva žena romanopisac; kći osmanskog reformatora i povjesničara Ahmeda Cevdet-paše. U granicama postojećih običaja i zakona osmanskog društva opisuje stanja u patrijarhalnoj carigradskoj obitelji suočenoj s iskušenjima modernizacije.
Lik ove književnice nalazi se na novčanice 50 turskih lira. 

## Djela
Kratka proza
- Muhazarat (1892) (Korisna informacija)
- Hayal ve Hakikat (1894) (San i istina)
- Raf'et  (1898)
- Udi (1899) (Lutnjica)
- Enin (1910) (Jecanje)
- Levaih-i Hayat (Scene iz života)

Eseji
- Namdaran-ı Zenan-ı İslamıyan (1895) (Poznata muslimanska žena)
- Osmanlıda Kadın: "Cariyelik, Çokeşlilik, Moda (1895) (Žene u Osmanskom Carstvu: harem, poligamija, moda)
- s Mahmudom Esadom, Taaddüd-i Zevcat (Poligamija)
- Nisvan-ı İslam (1896) (Žena u islamu)
- Teracim-i Ahval-ı Felasife (1900) (Životopisi filozofa)
- Tedkik-i Ecsam (1901) (Istraživanja na objektima)
- Ahmed Cevdet Paşa ve Zamanı (1914) (Ahmed Cevdet-paša i njegovo vrijeme)
- Kosova Zaferi/ Ankara Hezimeti: Tarih-i Osmaninin Bir Devre-i Mühimmesi (1915) (Pobjeda na Kosovu/ Poraz u Ankari: važno doba osmanske povijesti)

Prijevodi
- Meram (1890) sa francuskog, roman Volonté Georgesa Ohneta

## Vanjske povezice
- Fatma Aliye Topuz Hrvatska enciklopedija